# Čamaripa
Karmaripa byl jedním z 84 mahásiddhů a mistr buddhismu vadžrajány v Indii.

## Život
Ve městě Višnunagar ve východní Indii žil švec jménem Kamaripa. Patřil k cechu ševců, k jedné z osmnácti městských řemeslnických kast, a pracoval celé dny na výrobě nových bot a opravoval staré. Kamaripa však stále vyhledával způsob, jak ze své práce uniknout. Cítil, že není zrozen k tomu být jen ševcem a snil o jiných věcech.
Jednoho dne prošel kolem jeho krámku mnich, švec se zastavil v práci, spontánně upustil všechny nástroje a vyběhl za mnichem, aby před ním v prachu udělal poklonu. Pak mu vysvětlil, že je unaven svým životem plným plahočení, emocí a hlouposti. Řekl mu, že chce následovat Buddhovu cestu, ale doposud nenarazil na duchovního přítele, a tak nikdy nezačal. Prosil ho o nauky, které mu přinesou užitek v tomto světě i v tom dalším. Mnich mu pověděl, že jestli se cítí být schopen naučit se praktikovat meditaci, bude ho učit. Karmaripa pozval mnicha k němu domů, kam mnich souhlasil, že přijde o západu slunce.
Když vážený host večer dorazil, vše bylo připraveno, jelikož švec upozornil svou ženu na nastávající návštěvu. S největší úctou prosili mnicha, aby se posadil, omyli mu nohy a předložili skromnou hostinu. Žena a dcery nabízely všemožné služby včetně masáže a pohodlné relaxace. Mnich byl potěšen tímto štědrým uvítáním a předal ševci a jeho ženě iniciaci, nauky Dharmy a pokyny jak tyto nauky používat. Toto byly jeho instrukce:
Vytvaruj kůži emocí a pojmového myšlení

kolem formy z milující laskavosti a soucitu;

použij guruovy pokyny jako šídlo

a pozorně šij nití volnosti od osmi světských zájmů,

abys vytvořil boty zázračně dosaženého cíle.

Tyto podivuhodné boty dharmakáje

nemohou být spatřeny těmi se zatemněným pohledem.

Vytvaruj kůži pojmového myšlení a předsudku kolem formy soucitu a stehuj nití netečnosti k radosti a zármutku šídlem guruových pokynů a své vlastní vrcholné meditační zkušenosti. Tak vytvoříš spontánně dosažené boty dharmakáje. Vnímej svou práci jako meditaci.
Švec se zaníceně chopil guruovy bystré metafory a zeptal se, „Jaké znaky se objeví, budu-li takto praktikovat?“
„Nejdřív pocítíš ještě prudší odklon od samsáry a později cokoliv se objeví, rozpustí se zpět do své vlastní podstaty.“ Tak řekl guru a zmizel.
Švec opustil svůj domov a odešel meditovat na odlehlé místo. Objevily se znaky realizace, jak předpověděl jeho učitel. Popisujíc svou realizaci jako obdobu svého řemesla, nasadil si boty guruových pokynů a bez jediného omezení přešel území nevědomosti, která je základem šesti emocí a po dvanácti letech praxe vykořenil ze své mysli všechna zatemnění a dosáhl siddhi mahámudry.
Pověst Karmaripy se rychle rozšířila a lidé postupně přicházeli jeden po druhém, aby jej prosili o nauky. Vysvětlil jim tedy nezbytnost guruových pokynů a pak jim vysvětloval různá učení a techniky. Nazvali jej Kamaripadou, Sidhou ševcem, a on se stal pod tímto jménem slavným.
Vykonal mnoho podivuhodných činů pro všechny než vstoupil do čisté země dákiní.